# Kovács Lajos (énektanár)

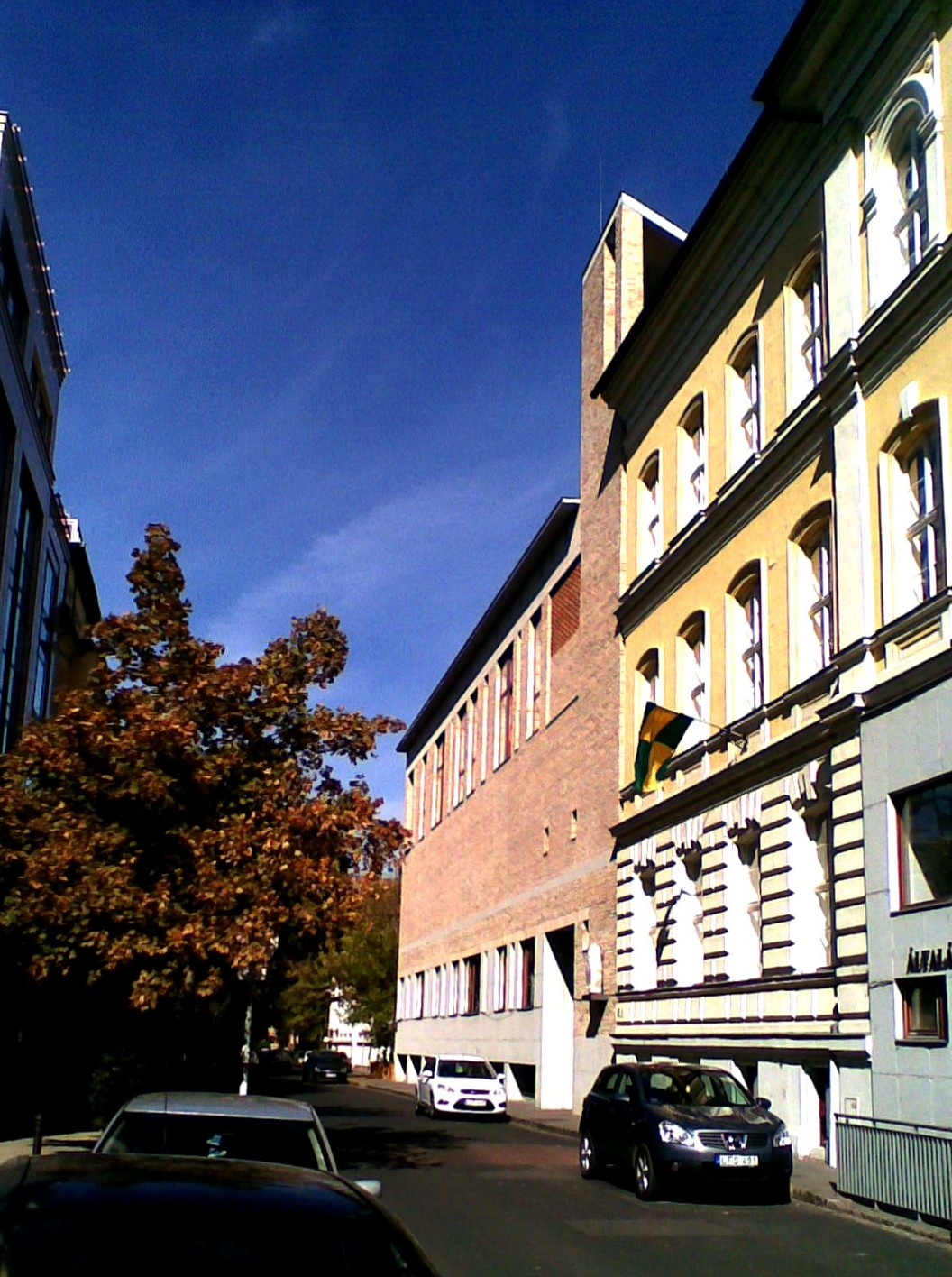
1949-1957 között a Medve utcai általános iskolában tanított.

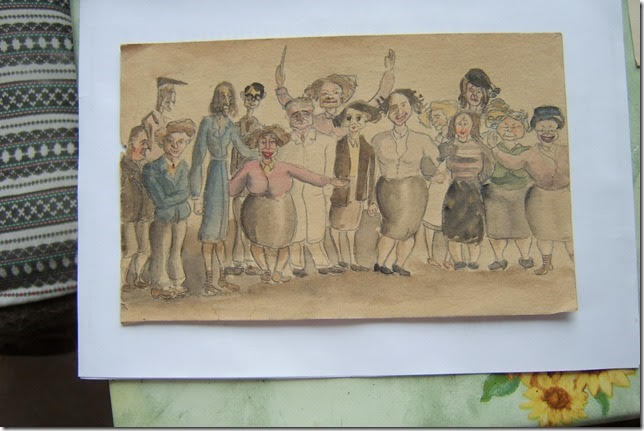
Belák András gúnyrajza tanártársairól. Hátul középen, a vezénylő pálcáját és másik karját is felemelő, nagyhajú, de magas homlokú alak Kovács Lajos Skála Marci. A rajz 1957 előtt készült.

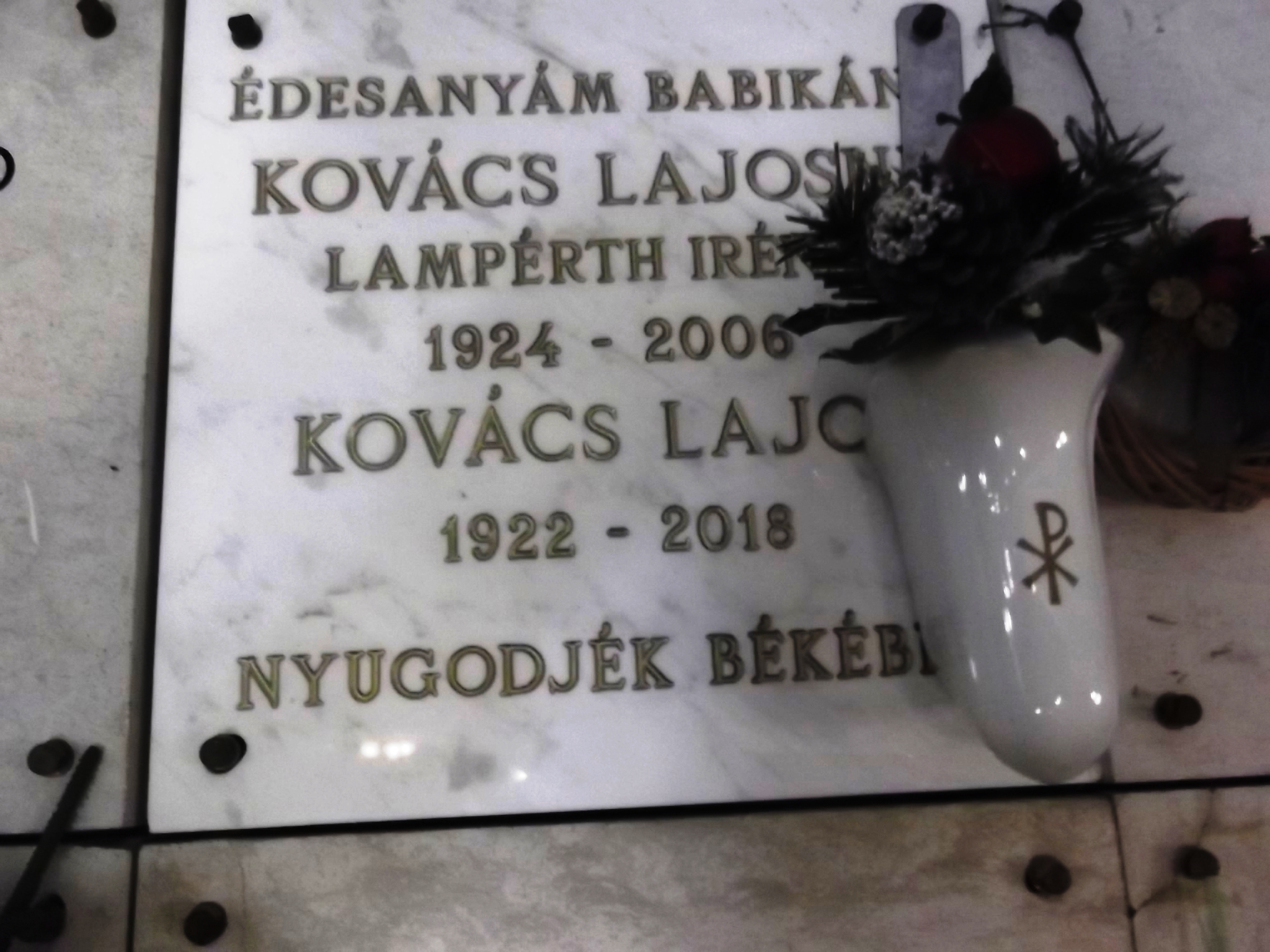
Kovács Lajosné, Lampérth Irén (1924-2006) és Kovács Lajos (1922-2018) sírja. Budapest, Kelenföldi Szent Gellért Plébánia. Urnatemető. Altemplom. A32/39

Kovács Lajos (Dunavecse, 1922. december 22. – 2018. szeptember 16.), énektanár, karmester.
| Kovács Lajos (Skála Marci)                | Kovács Lajos (Skála Marci)                                                                                    |
| Kattints az alábbi külső linkek egyikére! | Kattints az alábbi külső linkek egyikére!                                                                     |
| ----------------------------------------- | --- |
| Nem található szabad kép.(?)              | |
| külső link · jogvédett                    | Kovács Lajos. Pedagógusok arcképcsarnoka. Huszonkettedik kötet. Debrecen. 1923. 191. old.                     |
| külső link · jogvédett                    | Kovács Lajos. In.: Sipos Béla: Csik Ferenc Általános Iskola és Gimnázium Budapesten a Medve utcában freewb.hu |

## Szakmai életútja
Általános iskolai tanulmányait a Dunavecsei Református Polgári Fiú és Leányiskolában kezdte 1930-ban, majd a Gróf Teleki József Református Polgári Fiú és Leányiskolában folytatta 1933-1937 között. Az iskola évkönyvei szerint kitűnő tanuló volt. 1936/37-ben a „Rátkai“ alapítványnak egy évi kamatát 4 Pengőt Kovács Lajos IV. oszt. tanuló kapta példás magaviseletéért és négy éven keresztül tiszta jeles előmeneteléért. Tanulmányait 1937-ben a Nagykőrösi és dunamelléki református tanítóképző-intézetben folytatta. Nagykőrös, 1942. évkönyv alapján a tanítóképző-intézeti tanulmányokat végzett 31 jelölt közül sikerrel vizsgázott és oklevelet nyert jeles eredménnyel. Orgonista-kántorképesítő vizsgát jeles eredménnyel tette le 1942-ben. 1942-ben katonai szolgálatra hívták be. Honvédségi Közlöny a Magyar Honvédség számára. 1945-05-15. 6. számában a következő hír jelent meg. Előre léptetések. Tartalékos alhadnaggyá nevezték ki a gyalogságnál 1945 április 1-én Kovács Lajost. Leszerelése után a Zeneművészeti Főiskolán tanult tovább. Erről olvasható tudósitás: Köznevelés, 1946-11-01. 21. szám.  A magyar vallás- és közoktatásügyi miniszter az 1946/47. tanévre a magyar állami szociális ösztöndíjat az alábbiaknak ajándékozta. Zeneművészeti Főiskola I. fokú ösztöndíjat kapott: Kovács Lajos, Melis György, Rezik Béla. énektanár távozásával az 1949/1950-es tanévben kezdte meg zenetanári oktatói munkásságát a Medve utcai általános iskolában. Az iskolában „Skála Marcinak” hívták. Nem csak tanított, szimfonikus zenekart is szervezett az iskolában. Több alkalommal szerepeltek az iskolán kívül is. Pl.: Kis Újság, 1951 -03-15. 62. szám. Sosztákovics oratóriuma: DAL AZ ERDŐRŐL. Ünnepi bemutató a Zeneakadémián. „A nagyjelentőségű Sztálin-díjas művet kedden este a Zeneművészeti Főiskola nagytermében zsúfolt nézőtér előtt mutatta be Somogyi László vezényletével a Rádiózenekar és énekkar, a Budapesti Kórus, a Batthány- és Medve-utcai általános iskolák úttörő-gyermekkara. Székely Mihály Kossuth-díjas, kiváló művésznek és Simándy Józsefnek közreműködésével” Felkészítő énektanár Kovács Lajos.” Népszava, 1955-09-24. 225. szám. Kossuth rádió. 1955 szeptember 26. A Medve-utcai fiúiskola vonószenekara játszik. Magyar Rádió, 1956-01-29. 4. szám. A Medve-utcai fiúiskola vonószenekara játszik, vezényel Kovács Lajos. 1. Händel: Menüett. 2. Händel: Largetto a h-moll concerto grossoből. 3. Muszorgszkij: Részlet a Hovanscsina c. operából. 4. Bartók: Három dal a Gyermekeknek c. sorozatból, 5. Bihari: Verbunkos. 1957 elején Kovács Lajost Petőfivel kapcsolatos, „oroszellenesnek minősített” kijelentése miatt letartoztatták, meghurcolták. Ld.: Népakarat 1957 január 29-én. 1957-01-29. 23. szám. Nem csak a tiszta tábláról van szó. „A politika maradjon a felnőttek dolga és ne legyen éretlen gyerekeké. Ez a gondolat tükröződik abból a levélből, amelyet szerkesztőségünk a minap kapott három szülő aláírásával. A levélírók felhívják figyelmünket arra, hogy a II. kerületi Medve utcai általános fiúiskola V/b. osztályában valósággal — politikai harc folyik a gyerekek közt. A tanulók egy része szovjetellenes jelszavak kiabálásával és táblára firkálásával fogadja az órakezdésre belépő tanárokat És a legtöbb tanár megelégszik annyival, hogy minden megjegyzés nélkül csendre inti a fiúkat. A diákok pedig ezt a »türelmet« kihasználják... Akadnak tanulók, akik ezzel nyíltan szemben szállnak és emiatt gyakori a verekedés is. Kovács Lajos énektanár ahelyett, hogy a félrevezetett gyerekeket felvilágosítaná, nevelné, ilyen felelőtlen kijelentésekkel szítja a hangulatot: »Petőfit is orosz golyó ölte meg és ha ma élne, ismét ez lenne a sorsa.« Ellátogattunk a levél nyomán az iskolába. Beszélgettünk dákokkal, az igazgatóval és néhány pedagógussal. Lényegében beigazolódott a levélíró szülők állítása. Szentpéteri Ilona, az V/b. osztályfőnöke is tud a falitáblára írt uszító jelszavakról. Figyelmeztette a gyerekeket: »Órakezdéshez tiszta táblát akarok! « Az énektanár elismerte a Petőfivel kapcsolatos kijelentését — és így próbálta magyarázni: »Petőfit, ha ma élne, véletlen orosz golyó is eltalálhatta volna...«”) Kovács Lajost felmondással elbocsátották 1957 július 15-én.
A visszaemlékezések szerint 1963 után megint taníthatott. Először a Pestlőrinci általános iskolában alkalmazták énektanárnak. 1966-ban a IX. kerületi Mester-utcai iskolában  énektanár, de biológiát is tanított. 1966-1987 között a Kiss János altábornagy általános iskolában volt énektanár.1993 után kilenc óriási katedrálisban játszott, Bázelben a katedrálisban és a környéken is, Svájcban több helyre sikerült bejutnia. Budapesten is kisért pár misét. (Erika leánya 1970-től Svájcban élt)
A Terror Háza Múzeum megnyitásán 2002. február 24-én a megnyitón leányával részt vett, és ott is dirigált.
Feleségével a sírja a Budapest-Kelenföldi Szent Gellért Plébánia urnatemetőben van.  Altemplom A32/39.

## Tanítványainak visszaemlékezéseiből
Otto Péter (1955 VIII.a) Tizenhetedik század óta létező "Trombitás Vendéglő" kerthelyiségében herflizett nyári délutánonként a Medve-utcai fiúiskolából eltávolított Skála Marci. 1960 nyara volt mikor megláttam és felismertem csontsovány embert, ki virágágyas szélén ült kőpadkán, maga elé merengve tangóharmonikával a lábainál. Börtönbüntetését jelek szerint leülte már. "Tanár úr", szólítottam meg. Zavartan nézett fel rám, megismert és sírva fakadt. Pár szót váltottunk csupán, szoros volt az idő, mennie kellett "Trombitásba" muzsikálni, tanítani ekkoriban még nem taníthatott. Hosszú évek múltán hallottam ismét hírét, mikor Liszt Ferenc Zenetudományi Egyetemen vasdiplomát adtak át a kilencvennégy éves Kovács Lajos, vízivárosi Skála Marcinak.
Több mint félévszázad távolából izgága ádámcsutkát ellenpontozó markáns ferde orra jelenik meg előttem, ösztövér termet, lendületes taglejtés, szökkenő menés, amint kirakom a Skála Marci puzzlét. Erősen kopaszodott, halántékán plasztikus dudorok utalhattak fékezhetetlen indulatra, gyér hajzata televényként lobogott, temetett be maradék tincseivel vitorlázásra alkalmas füleket, ruházata kedves rendetlenséggel lógott rajta, dereka körüli övet jobban meghúzta a kelleténél. Hadaró beszédét érdeklődő arckifejezés, fürkész mosoly, ámuló csodálkozás, azt követő harsány hahotázás fűszerezte. Izgága ádámcsutkát ellenpontozó ferde orra jelenik meg előttem, ösztövér termet, lendületes taglejtés, szökkenő menés, amint kirakom magamnak a "Skála Marci-puzzlét". Kopaszodott, halántékán plasztikus dudorok utaltak fékezett indulatokra, gyér hajzat televényként lobogott afölött, temetett be vitorlázásra alkalmas füleket, ruházata kedves rendetlenséggel lógott rajta, derek körüli övet jobban meghúzta a kelleténél, hadri beszédét érdeklődő arckifejezés, fürkész mosoly fűszerezte. Harmincas évei derekán járó zeneakadémiai végzettséggel rendelkező kiváló tanár gyengébb nemmel szemben, lelkesen előzékeny azon mértékig, melyet elviselhetőnek, időnként kívánatosnak is találunk. Egyáltalán nem volt hitvány tanár, amikor szolmizáltatta az osztályt, mutathatott kezével amit akart, a legnehezebb intervallumokat is nyomban eltaláltam, amikor lá-fát mutatott feje fölött katedrán állva, elsőként hallhatta hangomat, mert a "Gerencséri utca" azonnal megszólalt elálló füleimben.”
Ferenczi Tibor (1959  VIII.b) „Meg kell itt emlékeznem az ének- és zenetanárról, Skála Marciról, akinek Kovács Lajos volt a becsületes neve, és rendkívül színvonalas munkát végzett: szimfonikus zenekart szervezett már több éve az iskolában. A forradalom leverése után alaposan meghurcolták a kommunisták. Ezen felül – orwelli módon – visszamenőleg is el akarták tüntetni létét iskolánkból; mintha nem is létezett volna. Lukin László (1926-2004) a vokális zene állomásairól szóló zeneakadémiai – élőzenével gazdagon illusztrált – előadássorozatára felső tagozatosok számára  – azzal kezdte az énekórát, hogy „Petőfit orosz golyó ölte meg, és ha most élt volna, most is így halt volna meg.” Nagyon vártuk, mert nagyon szerettük az óráit. De – mint megtudtuk – tüdőgyulladást kapott. Egyik reggel anyám – mint ideiglenes rajztanár – jön be az osztályba, és kihívott: Skála Marcit feldobták, és az ávósok az éjjel hálóingben tüdőgyulladással, 40 fokos lázzal rugdosták le a lépcsőn második emeleti lakásáról, úgy vitték be.”
Mikácsy Péter (1958 VIII.c) közlése „1957 tél végén egyik ének órára a szünetről visszamenve az alábbiakat láttuk nagy betűkkel a táblán: „Ezek az ÁVÓ-sok azt hiszik, hogy megtudnak törni, de ez nem így lesz.” Ezt pár nappal követően már nem láttuk többé. Kovács Lajost most már hosszabb időre elvitték. Soha nem taníthatott többé a Medvében.”
Polónyi Pál (1959 VIII.a) visszaemlékezése Kovács Lajosra. „Én emlékszem az ének tanárra, akit Skála Marcinak hívtunk. Egy inas vékony ember volt a feje egy kicsit egy halálfejre hajazott, a bőr szinte rátapadt a fejére és egész arcára. A szemei, mélyen ülő, rendkívüli erőt sugárzóak, szinte lázban égőek voltak. A frizurája kicsit művészies volt, valamivel hosszabb, mint az akkori divat. Egyszer csak azt hallottuk, hogy szegény Skála Marcit elvitte a rendőrség, vagy az ÁVO, már nem tudom ezt pontosan. Az egész iskola fel volt bolydulva. Óriási volt a felháborodás az egész iskolában. Persze csak a diákok balhéztak.”
Benedek Lóránt (1958 VIII.a) A forradalom után, az 1956-57-es tanév azon részében, amikor még Kovács Lajos taníthatott a Medvében, az egyik ének órán szóba kerültek a forradalmi események, (arra már nem emlékszem, hogyan merült fel a téma) és azt az általam akkor nagyon érdekesnek talált kijelentést tette, hogy "Magyarország úgy van, mint Mohamed koporsója, amelyik lebeg az ég és a föld között, mi pedig a Kelet és a Nyugat között, és hol az egyik rúg belénk, hol a másik. Most éppen a Kelet."
Ifjabb Zemankovics Ferenc emlékei. Képes Újság, 1983-01-22. 4. szám. Pálfalvi Nándor Keszthelyen kereste fel ifjabb Zemankovics Ferenc agrárkémikust, az Agrártudományi Egyetem számítóközpontjának rendszerszervezőjét, aki a következőket mondta: „A Ferencvárosban születtem, ott nőtem fel”… Az agráregyetemre a következők miatt jelentkeztem: „az általános iskolai biológiai tanáromat Skála Marcinak hívtuk, de ez csak a gúnyneve volt, mert ő tanította az éneket is, de ahogy a természetről, az élővilágról tudott beszélni, az engem lázba hozott. Egyszerűen csodáltam, hogy valaki így tudjon, ilyen elmélyülten ismerjen valamit. Én is olyan akartam lenni. Amikor a hormonokról beszélt, semmi mást nem tudtam elképzelni, csak azt, hogy orvos leszek.”

## ÁBTL iratok
Adatai 8 ÁBTL iratban szerepelnek.
IV. s. - 148. kötet - 2. rész. Tököli közbiztonsági őrizetesek nyilvántartó könyve (férfiak) K-Ő-ig. Magyarország. Pest. Tököl. 1957. pdf. Kovács Lajos. 1957. november 22.
3.1.5.-O-14520/5 BM. III/III-4-a Tájékoztató dosszié. ÁBTL-3.19 Vizsgálati napló. BRFK-I. sorozat II. kötet/1. Dossziészám: V-145901. Kovács Lajos. (1922 december 22-) A terhelő adatok felsorolása: „Az 1956-os ellenforradalom leverése után, mint énektanár, a Bp. Medve utcai iskolában szovjet ellenes előadásokat tartott. Internálva 1957. III. 19-től 1957. XI. 19-ig. Foglalkozása 1945 előtt énektanár. Jelenleg énektanár. Iskolai végzettsége főiskola. Nem párttag. Munkahelye: Általános Iskola.  Budapest, XII. kerület. Dátum, Budapest, 1966 XI. 12.
A – 932/3. Budapest területén élő volt horthysta katonatisztek. K-L. IV. 678- 935. – új. Kovács Lajos (Dunavecse, 1922. Anyja Kiss Borbála.)  Volt ht. alhadnagy, lakhely, Bp. XII. Győri u. 8. Munkahely, II. kerületi Tanács, Bp. II. kerület, Frankel Leó út, foglalkozása nevelő. 1945 volt alhadnagy, 1944-45. teljesített hadiszolgálatot. Budapesti karhatalmi zászlóalj. Itt esett fogságba. Az iskolában, ahol zenetanár volt, uszított a rendszer ellen.1957-ben félévig internálták. Szerepel: II/11 osztály anyagban. HM. Szü. V-37.6726. okmány.
I számú könyv. Mutató. 2.5.7. Kistarcsa. 3661. Kovács Lajos. 1922. Kiss Borbála. ÁBTL-2.5.7 IV. 150.